# Jimmy Coonan
Jimmy Coonan, pseudonimo di James Michael Coonan, detto Jimmy o Jimmy C (New York, 21 dicembre 1946), è un mafioso statunitense coinvolto in attività di racket, originario di Manhattan, New York.
È stato a capo della gang degli Westies, un'organizzazione mafiosa di origine irlandese attiva nel quartiere di Hell's Kitchen. Ha guidato il gruppo approssimativamente dal 1977 al 1988. Nel 1988 è stato arrestato e ha iniziato a scontare una pena detentiva di 75 anni.

## Biografia
James Coonan è nato il 21 dicembre 1946 in una famiglia irlandese-americana della classe media residente a Hell's Kitchen, un quartiere di Manhattan. Era il secondo di quattro figli di John Coonan, un contabile che gestiva un ufficio fiscale sulla 50ª strada ovest, e di sua moglie Anna, di origini parzialmente tedesche, che lavorava insieme al marito. La famiglia viveva in un modesto appartamento di cinque stanze sulla 49ª strada ovest.
Fin da giovane, Coonan mostrò una predisposizione alla violenza: era un pugile dilettante e un combattente da strada. Abbandonò la scuola a diciassette anni e intraprese la via della criminalità organizzata. Un episodio determinante della sua giovinezza fu il brutale rapimento e pestaggio del padre da parte di Michael "Mickey" Spillane, un noto mafioso locale che usava il sequestro di persona per estorcere denaro ai commercianti. Secondo lo scrittore T.J. English, questo evento fu la scintilla che portò Coonan a voler prendere il controllo della gang degli Westies.

## Carriera criminale
Coonan iniziò come guardaspalle e apprendista del famigerato usuraio Charles “Ruby” Stein. Secondo il New York Times, era già allora "conosciuto e temuto nella West Side come assassino e sequestratore". Ambizioso e determinato a ottenere di più, Coonan raccolse attorno a sé diversi criminali locali, tra cui Francis “Mickey” Featherstone.

### La faida con Mickey Spillane
Nel 1976, Coonan e Featherstone iniziarono a contendere il territorio a Spillane.
La guerra tra Jimmy Coonan e Mickey Spillane ebbe origine quando Coonan, appena diciottenne, giurò vendetta dopo che suo padre era stato rapito e brutalmente picchiato da Spillane. L'episodio fu l’inizio di una faida che avrebbe segnato il destino della malavita di Hell's Kitchen.
Nel 1966, in un gesto plateale, Coonan aprì il fuoco con una mitragliatrice contro Spillane e alcuni suoi uomini, sparando dall’alto di un edificio nel quartiere. Anche se nessuno fu ferito, il messaggio era chiaro: il giovane Coonan rappresentava una minaccia da non sottovalutare. In risposta, Spillane si recò dal padre di Coonan, lo schiaffeggiò e gli intimò di tenere a freno il figlio.
Poco tempo dopo, Coonan fu arrestato per omicidio e sequestro di persona. Le accuse vennero ridimensionate a omicidio colposo di classe C, e scontò un breve periodo di detenzione. Rilasciato alla fine del 1971, riprese immediatamente la sua guerra contro la Westside Gang, determinato a spodestare Spillane e prendersi il controllo del territorio.

### La famiglia Gambino
Nel 1977, Mickey Spillane fu assassinato da Roy DeMeo in un’esecuzione orchestrata da Coonan, deciso a prendere il suo posto alla guida del crimine organizzato a Hell's Kitchen. L’omicidio fu il risultato di un accordo tra Coonan e DeMeo: in cambio dell’eliminazione di Spillane, la banda di DeMeo avrebbe potuto iniziare a fare affari con la nuova leadership rappresentata da Coonan.
Quello stesso anno, anche Charles Stein fu ucciso e decapitato, secondo la testimonianza dell’ex membro diventato informatore William Beattie, per cancellare i debiti di Coonan e dimostrare la spietatezza della gang. Questo sanguinoso episodio attirò nuovamente l'attenzione di DeMeo e segnò l’inizio della collaborazione tra la famiglia Gambino, attraverso DeMeo, e gli Westies guidati da Coonan.
Dopo l’omicidio di Roy DeMeo, il legame di Jimmy Coonan con la famiglia mafiosa dei Gambino passò attraverso Daniel Marino, un capo influente di Brooklyn. Con il tempo, Coonan arrivò a trattare direttamente con John Gotti, che divenne il boss dei Gambino dopo l’assassinio di Paul Castellano nel dicembre del 1985. Fu proprio Gotti a nominare Joe Watts come intermediario ufficiale tra la sua organizzazione e gli Westies.
In più occasioni, la gang irlandese di Hell’s Kitchen fu utilizzata dai Gambino come squadra di sicari su commissione, eseguendo omicidi per conto della potente famiglia mafiosa italo-americana.

## Arresto e condanna
Nel 1979, Coonan fu processato per l’omicidio di Harold Whitehead e assolto, ma fu condannato per possesso illegale di armi e scontò quattro anni in una prigione federale. Dopo la scarcerazione riprese il comando degli Westies, ma nel 1988 fu condannato per associazione a delinquere secondo il Racketeer Influenced and Corrupt Organizations Act (RICO) e condannato a 75 anni di carcere, con raccomandazione del giudice di non concedere la libertà condizionale.
Attualmente, è detenuto presso il Federal Correctional Institution di Schuylkill, in Pennsylvania. La sua data ufficiale di fine pena è il 17 novembre 2061, mentre quella di rilascio obbligatorio è fissata per il 1º giugno 2030. Era eleggibile per la libertà condizionata già dal 1998. In un’udienza del febbraio 2023, Coonan ha chiesto la liberazione, citando il suo ruolo di mentore tra i detenuti, l’età avanzata, gli anni già scontati, l’assenza di infrazioni disciplinari e le condizioni di salute precarie. Secondo i documenti del tribunale, ha perso tutti i denti in carcere ed è affetto da sordità parziale, obesità, ipertensione, colesterolo alto e una forma di cancro della pelle.
Il 18 agosto 2023, i suoi avvocati Joseph Corozzo e Thomas Mirigliano hanno presentato una mozione presso la Corte Distrettuale Sud di New York per chiederne la scarcerazione e il trasferimento agli arresti domiciliari in base al First Step Act. Nella richiesta si sottolineava la necessità della sua presenza a casa per prendersi cura della moglie Edna, descritta come affetta da gravi problemi fisici e neurologici.

## Conseguenze
A succedergli nella guida degli Westies fu Boško "The Yugo" Radonjić, mafioso di origine jugoslava.